# Arões (Vale de Cambra)
Pour les articles homonymes, voir Arões.
Arões est une paroisse civile portugaise (en portugais : freguesia) de la municipalité de Vale de Cambra dans le district d'Aveiro.

## Géographie
Arões est la paroisse la plus orientale de Vale de Cambra.
Son territoire est délimité à l'est par la rivière Teixera, un affluent de la Vouga.

## Démographie
Lors du recensement de 2021, Arões compte 1 169 habitants.